# ميشن فاشن
ميشن فاشن (بالإنجليزية: Mission Fashion)‏ كان برنامج تلفزيوني يعرض على قناة إل بي سي بين أعوام 2006 حتى 2008، وهو متعلق بصناعة الأزياء والموضة.